# Rascacielos de la avenida Tres de Mayo
El rascacielos de la avenida Tres de Mayo, popularmente conocido como "El Rascacielos",  es un rascacielos de la ciudad de Santa Cruz de Tenerife (Canarias, España), situado en la avenida que le da nombre.
Diseñado por el arquitecto Carmelo Rodríguez Borrella para la Cámara de la Propiedad Urbana de Santa Cruz de Tenerife, fue inaugurado el 3 de mayo de 1974. Con sus 85 metros de altura y 24 plantas era el edificio más alto de la ciudad hasta la construcción de las Torres de Santa Cruz. En la actualidad sigue siendo un edificio entrañable de la ciudad de Santa Cruz de Tenerife.

## Galería

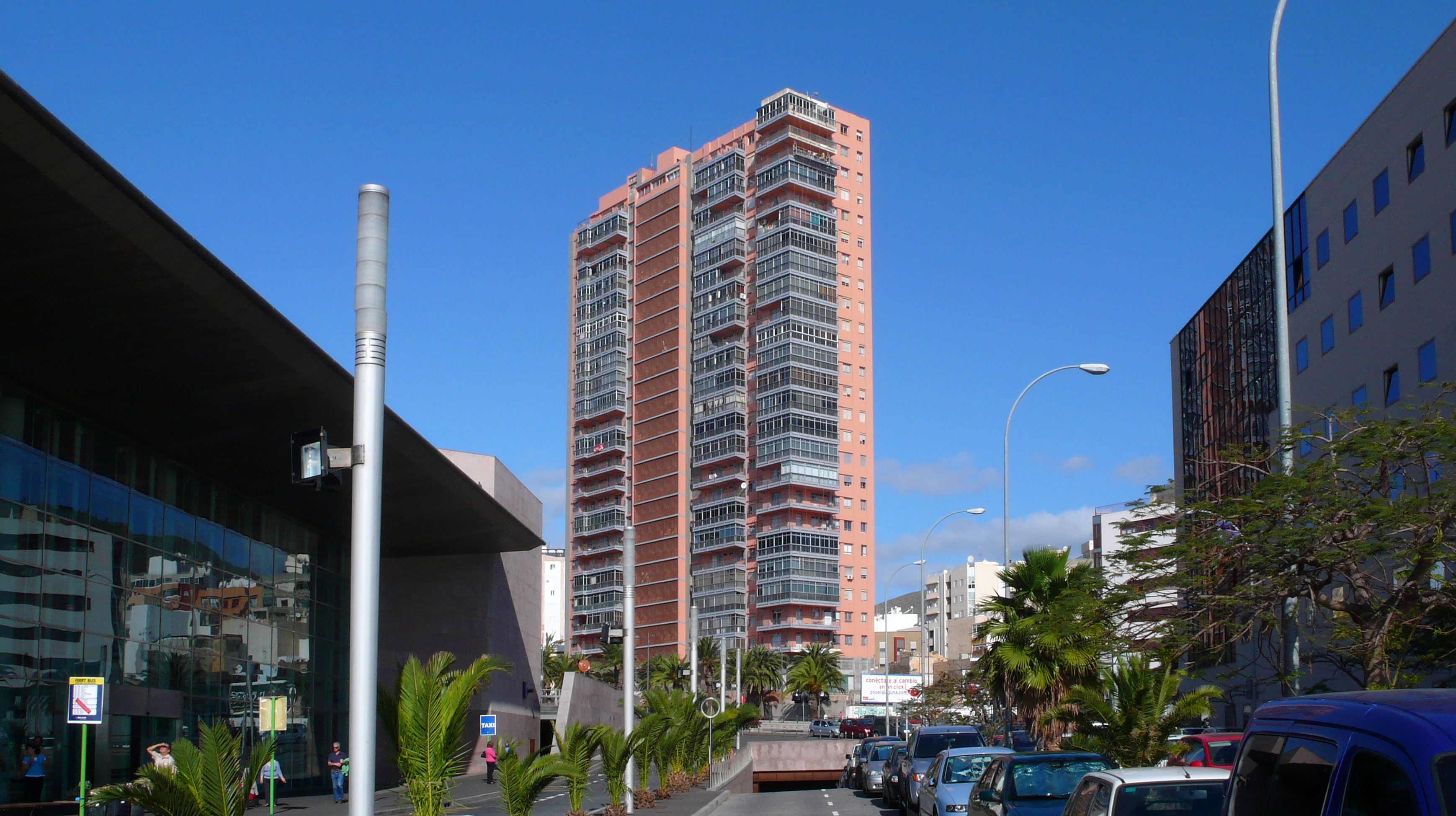
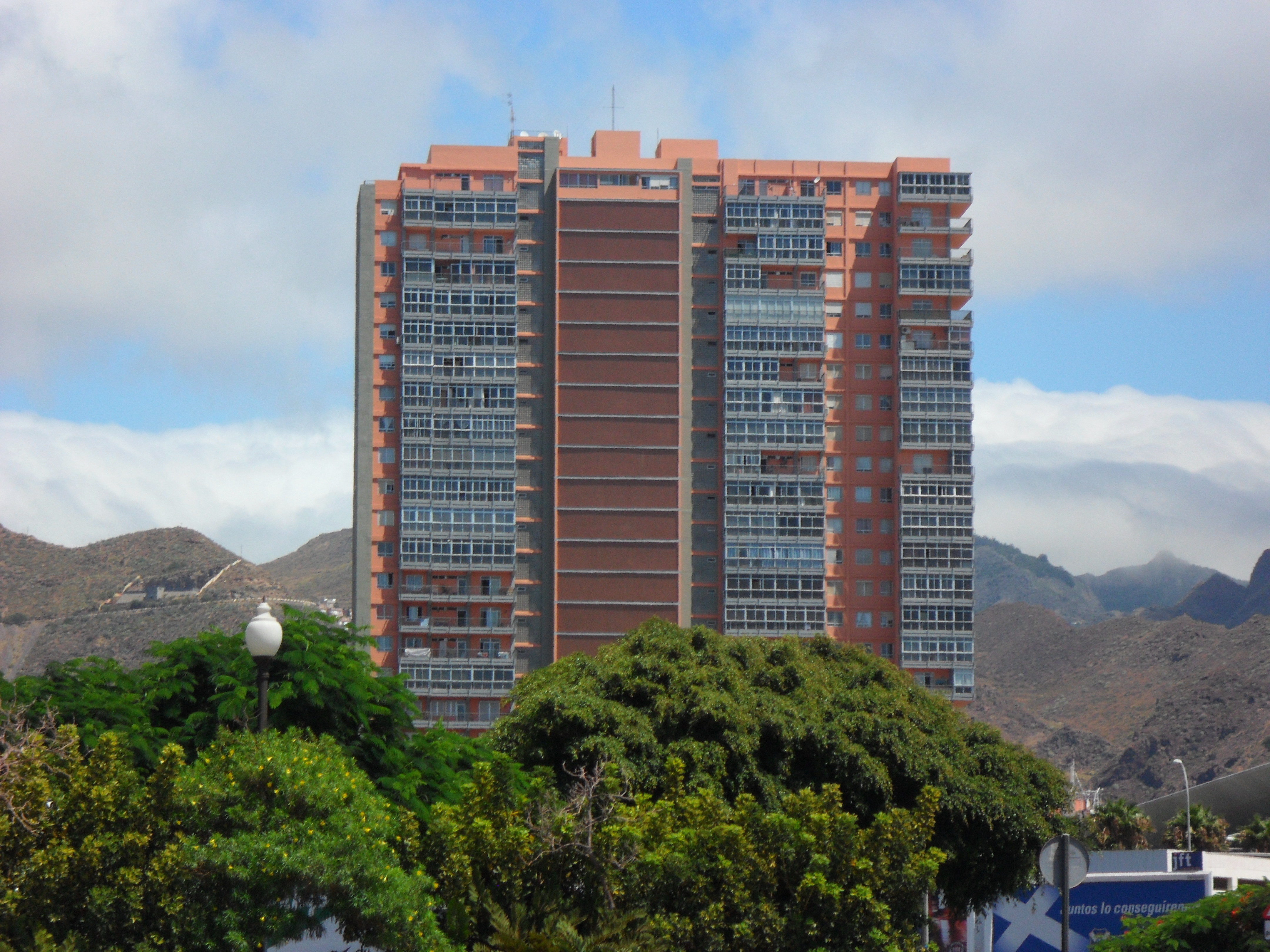